# 三滝城
三滝城（みたきじょう）は、愛媛県西予市にあった日本の城（山城）。

## 概要
寺野川に面して三方を絶壁に囲まれた標高642mの三滝山山頂にある。南予地方にあった中世の山城としては屈指の規模で、県の史跡、名勝に指定されている。
北之川殿と呼ばれる紀氏の支城の一つだったが、紀親安の頃には甲之森城から当城に本城を移したと見られる。天正11年（1583年）に長宗我部氏により攻略され、当城で親安は戦死している。現在、跡地には親安を合祀する三滝神社や親安の墓碑、県の天然記念物に指定されたイチョウなどがある。

## 文化財
- 愛媛県指定史跡（1968年3月8日指定）[2]
- 愛媛県指定名勝（1968年3月8日指定）[3]